# Зелёный астрильд
Зелёный астрильд (лат. Mandingoa nitidula) — вид птиц из монотипического рода зелёных астрильдов семейства вьюрковых ткачиков, обитающая в Африке ниже Сахары.

## Описание
Длина тела — 11 см. Верх тела у самца травянисто-зелёного цвета, поясница с надхвостьем же оранжево-красные. "Уздечка", горло и грудь красные, также красного цвета круги у глаз. Нижние кроющие перья хвоста, голени и середина брюшка оливково-зелёного цвета. Другие перья брюшка — чёрного цвета, покрыты белыми точками. Клюв двухцветный; основание чёрное, у вершины клюв красный. Перья ног бурые. У самки красные лишь перья у глаз. На голове и горле у самок жёлтоватое оперение, подхвостье светло-бурое. Глаз коричневый. Щёки почти до самого глаза коричнево-красного цвета, кожа и коготки на ногах розовые. У самок более темная спина. Нижняя часть корпуса светлее, чем у самца. Белые точки распределены реже чем у самца (у самца промежуток между каждой точкой 3 мм), также они яйцевидной формы. Щёки и полоска над глазом коричневые, веко серо-голубое. Клюв почти такой же как у самца, но красный цвет не такой выраженный. У самцов во время спаривания окраска становится интенсивнее.
Зелёные астрильды, обитающие на острове Биоко немного отличаются от номинативной формы. У самца спина зелёная, с сильным оранжевым отливом, уздечка и оперение у глаз красное. Остальное оперение как у номинативного подвида. У самок островного подвида уздечка и перья у глаз красные, бородка коричневато-жёлтая, зоб и верхние кроющие хвоста жёлто-оранжевые. Остальное оперение как у самок номинативного подвида. Самки немного мельче самцов. У молоди, окраска серо-зелёная без белых точек в нижней части тела. Оперение у глаза и на подбородке тусклого коричнево-жёлтого цвета, клюв серый с чёрно-коричневатым кончиком. Линяют в возрасте полтора месяца. Половой зрелости достигают в 3 месяца, гнездятся в полгода. В 4-5 можно услышать голос. При опасности от птиц можно услышать звук «зит-терреррр». В межгнездовой период, птицы обмениваются звуками «такк», окончивающимися на «Зююиит». Сначала и самка и самец кормят птенцов вместе, но с 12-го дня это делает только самка. Весят 10-11 г. Питается травами Oplismenus hirtellus, Setaria chevalieri, и Urera cameroonensis. Также питается разными насекомыми, например тлёй.

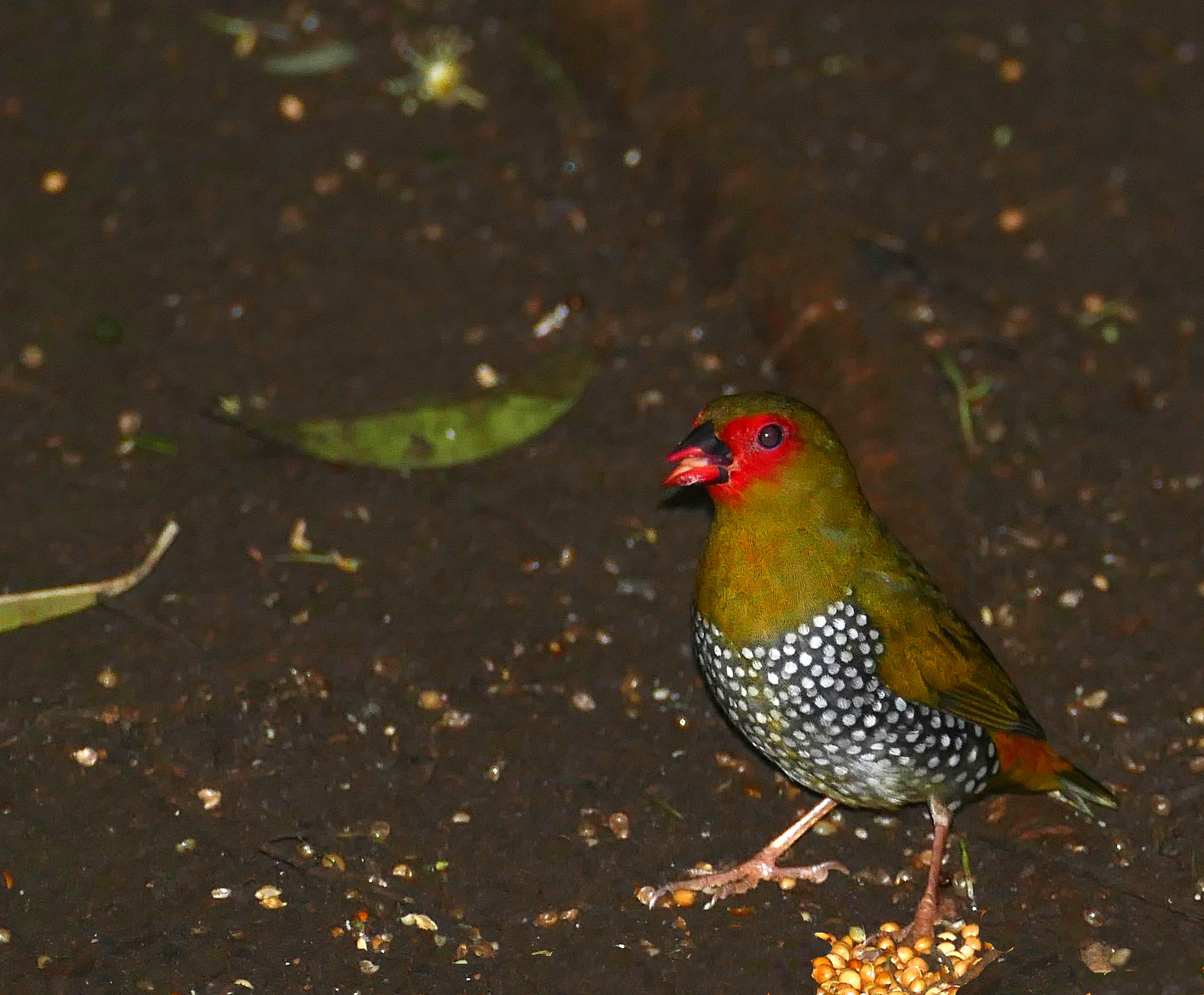
Самец зелёного астрильда кормится

## Ареал
Площадь ареала 15500000 км². Обитает в Гвинее, Сьерра-Леоне, Либерии, Кот-д'Ивуаре, Гане, Того, Бенине, Нигерии, Камеруне, ЦАР, Экваториальной Гвинее, Габоне, Демократической Республике Конго, Анголе, Судане, Южном Судане, Эфиопии, Кении, Уганде, Руанде, Бурунди, Танзании, Замбии, Мозамбике, Малави, Зимбабве, Южно-Африканской республике (Квазулу-Натал), и Эсватини, а также острове Биоко.
Выделяют 4 подвида:
- Mandingoa nitidula schlegeli — обитает в Сьерра-Леоне, Анголе, ДРК и Уганде
- Mandingoa nitidula virginiae — эндемик острова Биоко.
- Mandingoa nitidula chubbi — обитает в южной Эфиопии по северо-восточной Замбии, в северной Малави и северном Мозамбике
- Mandingoa nitidula nitidula номинативный — обитает в Заире, северо-западной Замбии, южной Малави, и северном и центральном Мозамбике по Южную Африку.

Сам вид обитает в густых лесах и кустарниках, в группах по 10 птиц.

## Содержание
Комфортно чувствует в большом авиарии с растениями, с пространством для размножения. Зелёных астрильдов можно содержать либо в одной паре, либо в группе из 4 пар. Они считаются выносливыми птицами, которые питаются в основном на земле. Идеально подойдет густо засаженный вольер. Спокойно относятся к другим птицам, но во время спаривания, могут драться с другими астрильдами и амадинами. Этим птицам подходят высокие температуры, а зимой они должны быть размещены в помещении. Чувствуют себя комфортно при температуре 25 °C. Кормить следует не из кормушек, а прямо на полу. Семена Phalaris canariensis, а также семена различных мелких трав и сорняков, как свежие, так и пророщенные, а также мелкие мучные черви составляют основной рацион. Мучные черви идеально подходят для ваших зелёных астрильдов, если они их принимают, так как их можно легко купить. В противном случае ваш следующий лучший вариант — термиты. В период размножения необходим животный белок.

### Размножение
Зелёный астрильд — моногамная птица, а это означает, что птица находит и размножается с одним партнёром на всю оставшуюся жизнь (если только один из них не умрет, новый партнер может быть принят в течение некоторого времени). Они могут отложить от 4 до 6 яиц белого цвета. Гнездо строит высоко в кронах деревьев и защищено от хищников ветвями и густой зелёной листвой. Зелёный астрильд предпочитает уединение в отношении размножения. Самцы в период размножения поднимают голову, глядя прямо вверх, «танцуя» на насесте рядом с самкой, двигаясь шагая в сторону. Самка, если она восприимчива, приседает и указывает хвостом на самца. Самцы зелёного астрильда будут заботиться о самке и детенышах во время размножения. Им нравится использовать полуоткрытые ящики для размножения, в которые откладывают 4-5 яиц примерно через 5 дней после спаривания, обычно 1 раз в день. Самка будет часто заходить в гнездо и выходить из него, пока все яйца не будут отложены, и после этого будет сидеть на месте для инкубации, гарантируя, что все вылупятся в относительно непосредственной близости. Птенцы вылупляются через 13-14 дней, а через 21-23 дня покидают гнездо. Первые несколько дней, после того как они впервые вылетели из гнезда, они часто ночуют в родительском гнезде.